# SSH Communications Security
SSH Communications Security és una empresa finlandesa amb seu a Hèlsinki i que va ser fundada per Tatu Ylönen el 1995. És la desenvolupadora original del protocol Secure Shell.